# Vers-en-Montagne
Vers-en-Montagne est une commune française située dans le département du Jura, dans la région culturelle et historique de Franche-Comté et la région administrative Bourgogne-Franche-Comté.
Elle fait partie de la Communauté de communes Champagnole Porte du Haut-Jura.
Ses habitants s'appellent les Versois et Versoises, après s'être appelés les Cros.

## Géographie

### Climat
Pour des articles plus généraux, voir Climat de la Bourgogne-Franche-Comté et Climat du département du Jura.
En 2010, le climat de la commune est de type climat de montagne, selon une étude du Centre national de la recherche scientifique s'appuyant sur une série de données couvrant la période 1971-2000. En 2020, Météo-France publie une typologie des climats de la France métropolitaine dans laquelle la commune est exposée à un climat semi-continental et est dans la région climatique  Jura, caractérisée par une forte pluviométrie en toutes saisons (1 000 à 1 500 mm/an), des hivers rigoureux et un ensoleillement médiocre. 
Pour la période 1971-2000, la température annuelle moyenne est de 9 °C, avec une amplitude thermique annuelle de 16,8 °C. Le cumul annuel moyen de précipitations est de 1 577 mm, avec 13,7 jours de précipitations en janvier et 10,2 jours en juillet. Pour la période 1991-2020, la température moyenne annuelle observée sur la station météorologique de Météo-France la plus proche, « Champagnole », sur la commune de Champagnole à 8 km à vol d'oiseau, est de 9,4 °C et le cumul annuel moyen de précipitations est de 1 573,2 mm. 
La température maximale relevée sur cette station est de 37,5 °C, atteinte le 24 juillet 2019 ; la température minimale est de −23,5 °C, atteinte le 24 décembre 2001,,. 
Les paramètres climatiques de la commune ont été estimés pour le milieu du siècle (2041-2070) selon différents scénarios d'émission de gaz à effet de serre à partir des nouvelles projections climatiques de référence DRIAS-2020. Ils sont consultables sur un site dédié publié par Météo-France en novembre 2022.

## Urbanisme

### Typologie
Au 1er janvier 2024, Vers-en-Montagne est catégorisée commune rurale à habitat dispersé, selon la nouvelle grille communale de densité à sept niveaux définie par l'Insee en 2022.
Elle est située hors unité urbaine. Par ailleurs la commune fait partie de l'aire d'attraction de Champagnole, dont elle est une commune de la couronne,. Cette aire, qui regroupe 43 communes, est catégorisée dans les aires de moins de 50 000 habitants,.

### Occupation des sols
L'occupation des sols de la commune, telle qu'elle ressort de la base de données européenne d’occupation biophysique des sols Corine Land Cover (CLC), est marquée par l'importance des territoires agricoles (56,1 % en 2018), une proportion sensiblement équivalente à celle de 1990 (56,4 %). La répartition détaillée en 2018 est la suivante : 
forêts (37,9 %), prairies (32,4 %), terres arables (16,8 %), zones agricoles hétérogènes (7 %), zones urbanisées (3,6 %), zones humides intérieures (2,4 %). L'évolution de l’occupation des sols de la commune et de ses infrastructures peut être observée sur les différentes représentations cartographiques du territoire : la carte de Cassini (XVIIIe siècle), la carte d'état-major (1820-1866) et les cartes ou photos aériennes de l'IGN pour la période actuelle (1950 à aujourd'hui).

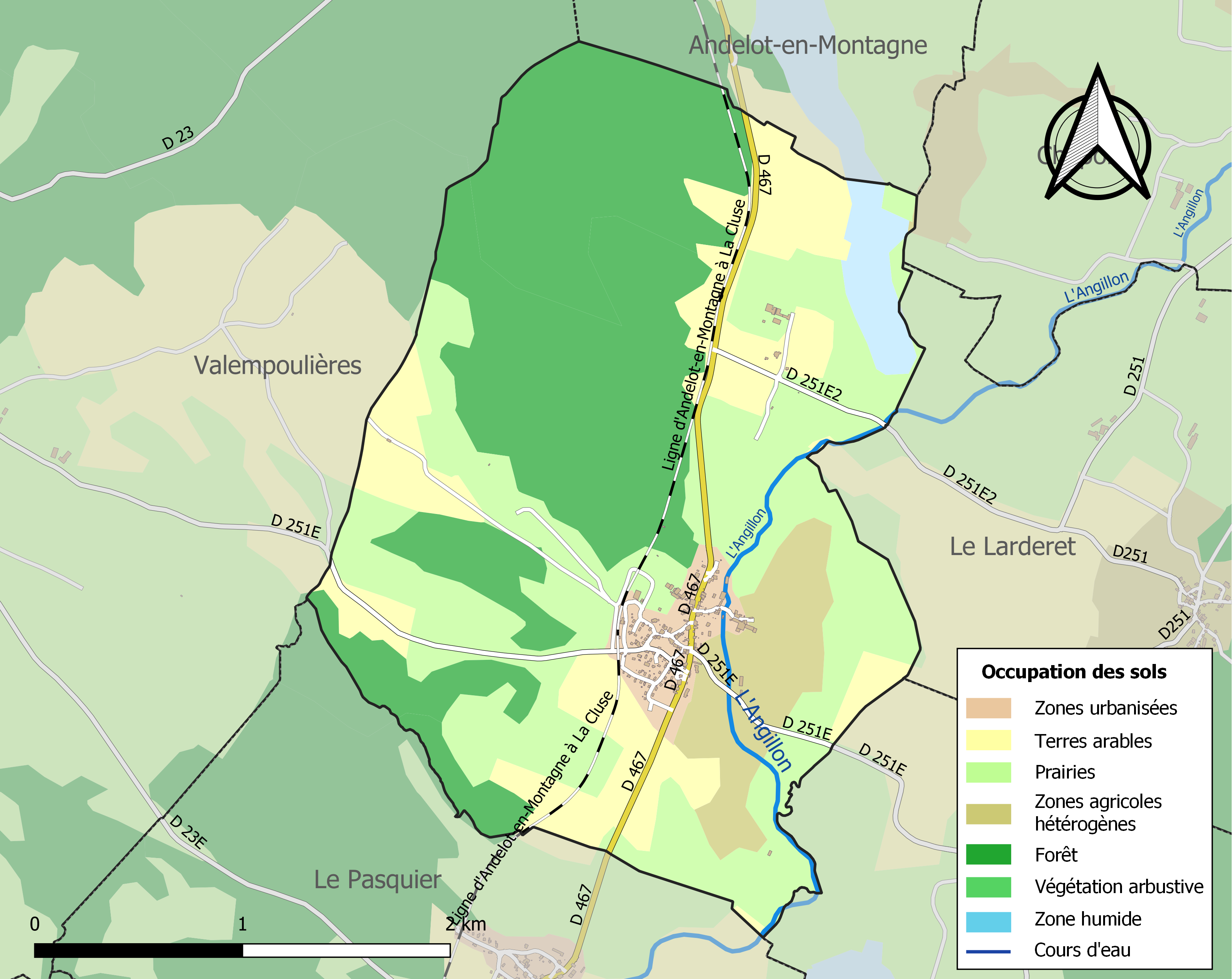
Carte des infrastructures et de l'occupation des sols de la commune en 2018 (CLC).

## Histoire

### XVIe siècle
En 1552, Gilbert Cousin donne cette description: A droite et à un demi-mille de Nozeroy, est le village de Vers, sur l'Angillon. Vers possède un château célèbre entre tous, avec un parc à gibier boisé et clos de murs, où il y a des daims et des cerfs aux cornes massives et élevées, avec une grande quantité de lièvres et de lapins qui y sont parqués. Le territoire de ce village, grâce à la rivière et à des étangs, est bien arrosé; il est aussi propre à la chasse: heureux pays qui, par sa température printanière et la fertilité exubérante de ses pâturages, l'emporte facilement sur les autres villages de la région !

## Politique et administration
| Période | Période  | Identité       | Étiquette | Qualité  |
| ------- | -------- | -------------- | --------- | -------- |
| 1977    | 1989     | Jean Buzzoni   |           |          |
| 1989    | 1995     | Joseph Lacroix |           |          |
| 1995    | 2014     | Michel Jacques |           |          |
| 2014    | En cours | Émile Bezin    | SE        | Retraité |

## Démographie
L'évolution du nombre d'habitants est connue à travers les recensements de la population effectués dans la commune depuis 1793. Pour les communes de moins de 10 000 habitants, une enquête de recensement portant sur toute la population est réalisée tous les cinq ans, les populations de référence des années intermédiaires étant quant à elles estimées par interpolation ou extrapolation. Pour la commune, le premier recensement exhaustif entrant dans le cadre du nouveau dispositif a été réalisé en 2008.

En 2022, la commune comptait 230 habitants, en évolution de −3,77 % par rapport à 2016 (Jura : −0,81 %, France hors Mayotte : +2,11 %).
| 1793 | 1800 | 1806 | 1821 | 1831 | 1836 | 1841 | 1846 | 1851 |
| ---- | ---- | ---- | ---- | ---- | ---- | ---- | ---- | ---- |
| 250  | 300  | 338  | 360  | 371  | 424  | 434  | 431  | 392  |

| 1856 | 1861 | 1866 | 1872 | 1876 | 1881 | 1886 | 1891 | 1896 |
| ---- | ---- | ---- | ---- | ---- | ---- | ---- | ---- | ---- |
| 367  | 348  | 371  | 322  | 317  | 302  | 295  | 296  | 307  |

| 1901 | 1906 | 1911 | 1921 | 1926 | 1931 | 1936 | 1946 | 1954 |
| ---- | ---- | ---- | ---- | ---- | ---- | ---- | ---- | ---- |
| 292  | 281  | 288  | 232  | 239  | 243  | 217  | 229  | 233  |

| 1962 | 1968 | 1975 | 1982 | 1990 | 1999 | 2006 | 2008 | 2013 |
| ---- | ---- | ---- | ---- | ---- | ---- | ---- | ---- | ---- |
| 184  | 167  | 209  | 217  | 227  | 191  | 197  | 199  | 234  |

| 2018 | 2022 | - | - | - | - | - | - | - |
| ---- | ---- | - | - | - | - | - | - | - |
| 229  | 230  | - | - | - | - | - | - | - |

## Lieux et monuments
- Église du XIXe siècle.
- Château « Le Parc », fin XVIIe siècle.
- Ses fontaines, sa rivières et ses chemins pédestres autour du village.
- Gare de Vers-en-Montagne (fermée), inscrite à l'inventaire général du patrimoine culturel[19].

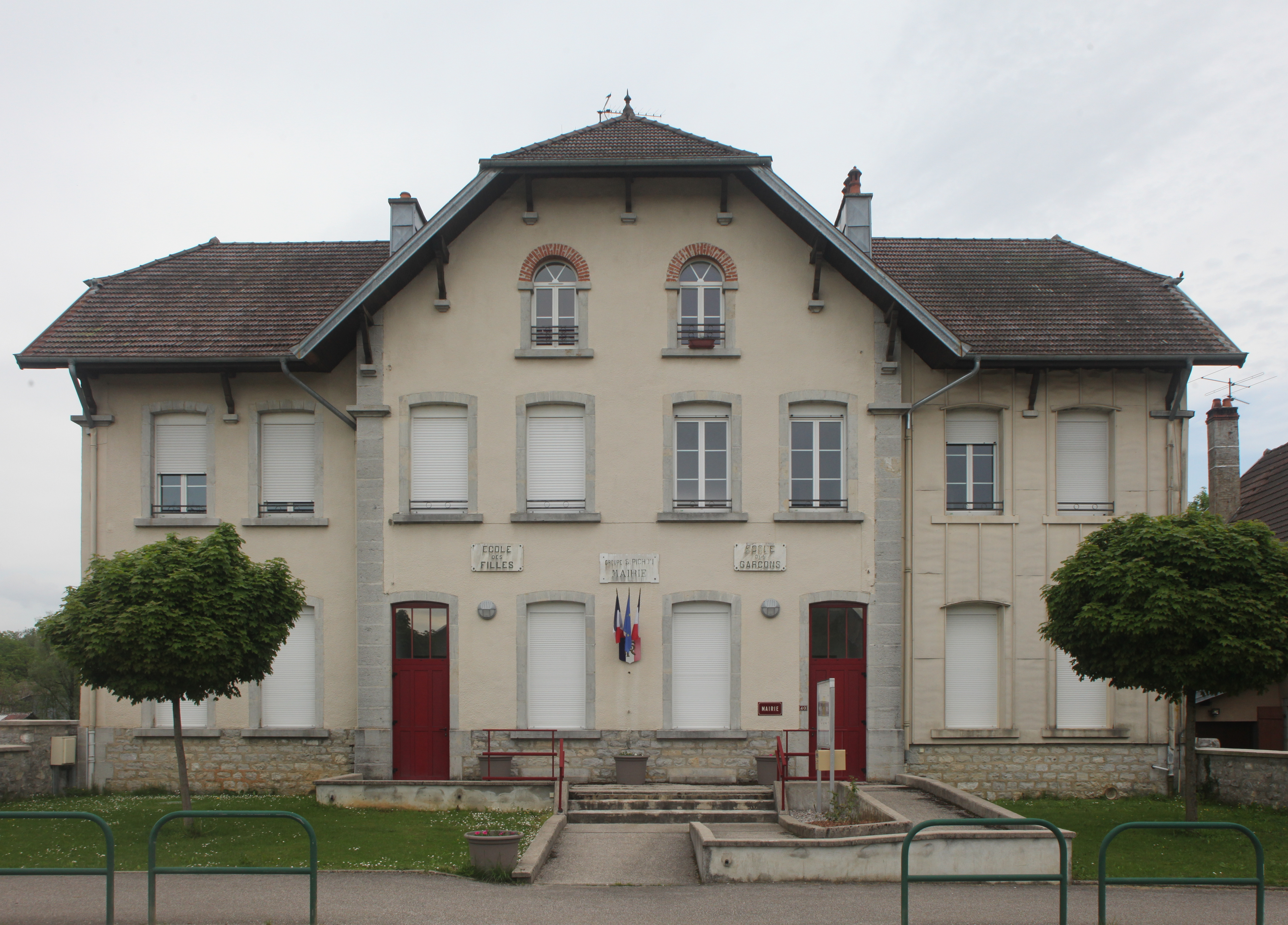
Mairie.
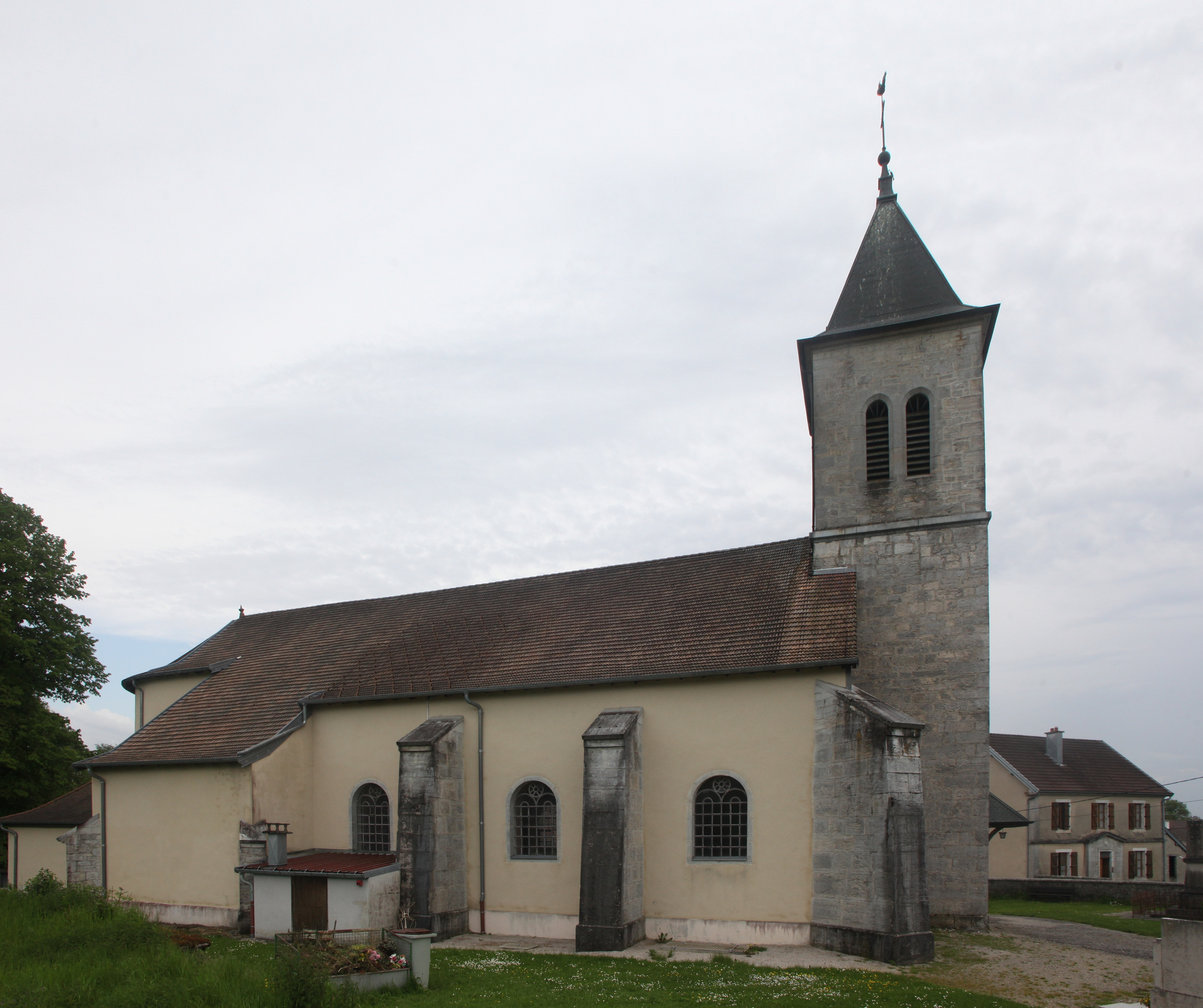
Église.
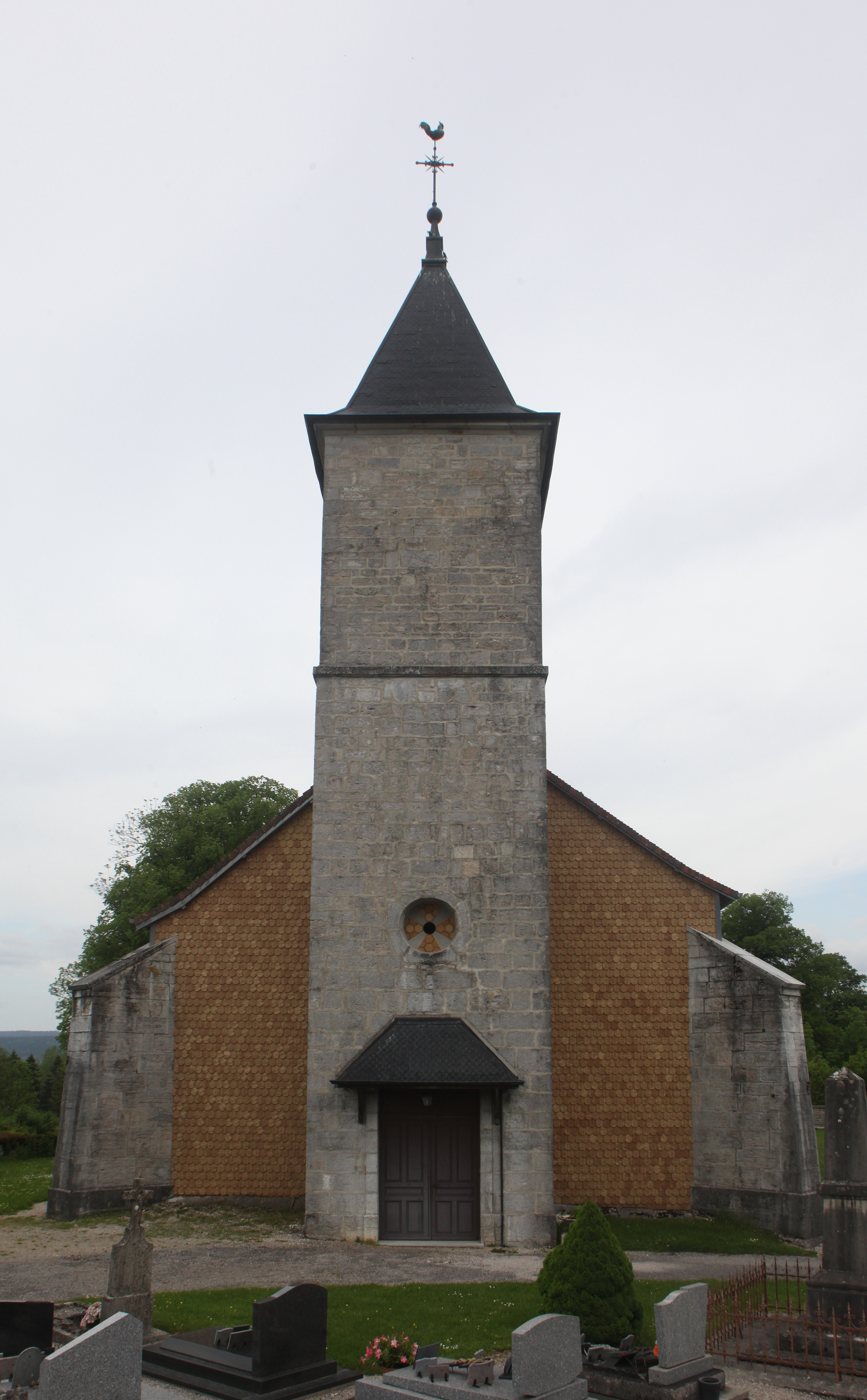
Église.
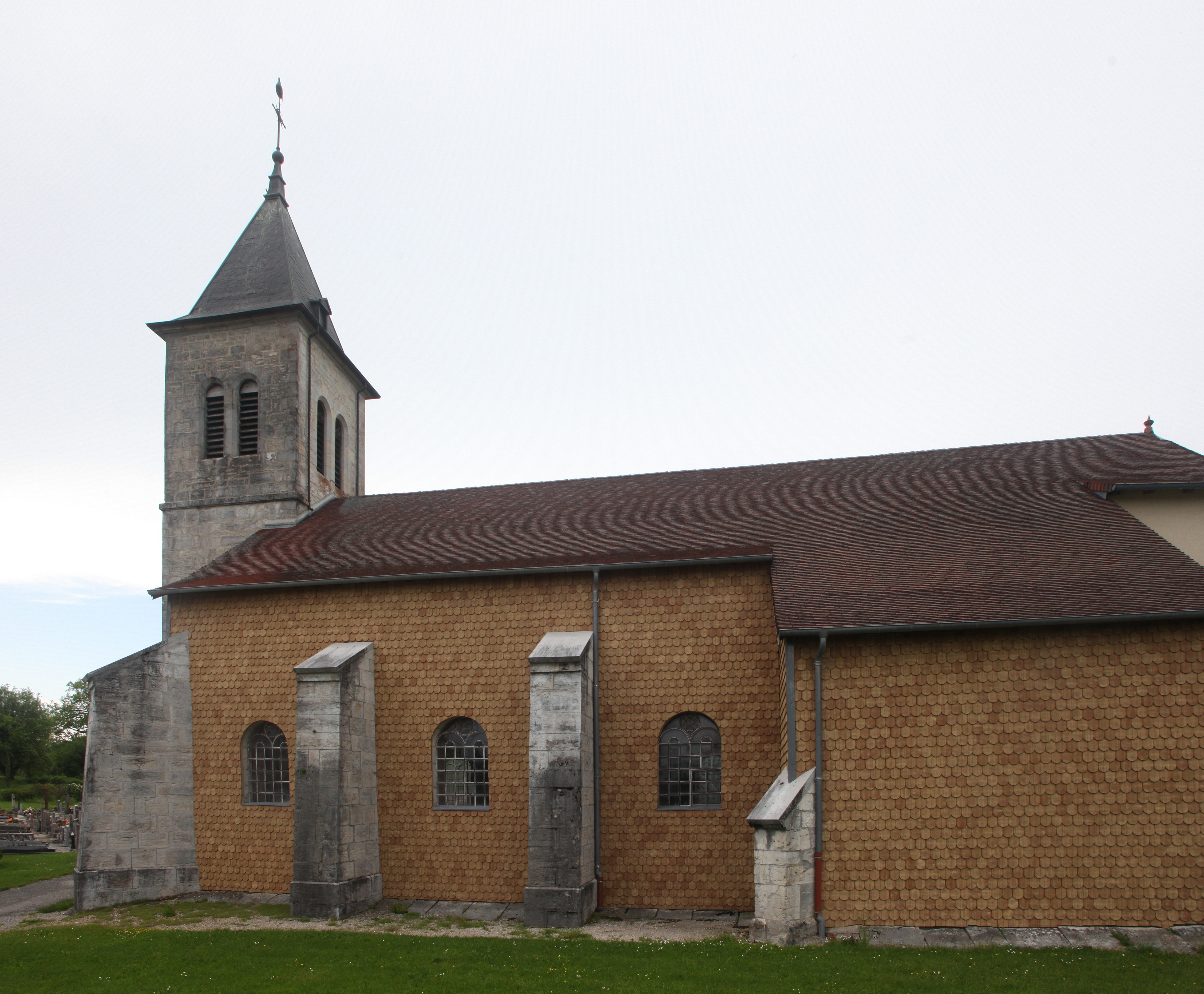
Église.

## Personnalités liées à la commune
- Stephen Pichon (1857-1933) : homme d’État, journaliste, diplomate et ministre des affaires étrangères notamment dans les deux gouvernements de Georges Clemenceau. Il fut l'un des artisans du Traité de Versailles en 1919.  Sénateur du Jura de 1906 à 1924, il meurt en 1933 à Vers-en-Montagne[20].